# ナイツ・オブ・ザ・ニュー・サンダー
『ナイツ・オブ・ザ・ニュー・サンダー』(Knights of the New Thunder)は、ノルウェーのバンド、TNTが1984年に発表した2作目のスタジオ・アルバム。バンドは本作で初めて、母国ノルウェーのアルバム・チャートでトップ10入りを果たして、更にノルウェー国外でのリリースが実現した。

## 背景
ノルウェーのスタジオ・ミュージシャンであったモーティ・ブラックと、アメリカ人ヴォーカリストのトニー・ハーネルが新たに加入。ただし、本作のクレジットでは、ハーネルの名は「トニー・ハンセン(Tony Hansen)」と記載されている。前作『TNT』（1983年）はノルウェー語で歌われていたのに対し、本作では英語詞で歌われた。

## 収録曲
1. セヴン・シーズ - "Seven Seas" - 4:15
  - 作詞・作曲：TNT
2. レディ・トゥ・リーヴ - "Ready to Leave" - 2:57
  - 作詞・作曲：ロニー・ル・テクロ
3. クラシック・ロマンス - "Klassisk Romance" - 0:58
  - 作曲：ロニー・ル・テクロ
4. ラスト・サマーズ・イヴィル - "Last Summer's Evil" - 2:35
  - 作詞：トニー・ハンセン、ロニー・ル・テクロ／作曲：TNT
5. ウィズアウト・ユア・ラヴ - "Without Your Love" - 3:50
  - 作詞：トニー・ハンセン／作曲：ロニー・ル・テクロ、ダグ・インゲブリクトセン、モーティ・ブラック
6. トール・ウィズ・ザ・ハンマー - "Tor with the Hammer" - 2:20
  - 作詞・作曲：トニー・ハンセン、ダグ・インゲブリクトセン
7. ブレーク・ジ・アイス - "Break the Ice" - 2:21
  - 作詞：トニー・ハンセン、ディーゼル・ダール／作曲：ダグ・インゲブリクトセン、トニー・ハンセン
8. U.S.A. - "U.S.A." - 3:40
  - 作詞：トニー・ハンセン、グスタフ・アルフハイム／作曲：ダグ・インゲブリクトセン、ロニー・ル・テクロ
9. デッドリー・メタル - "Deadly Metal" - 2:30
  - 作詞：ロニー・ル・テクロ、トニー・ハンセン、グスタフ・アルフハイム／作曲：ロニー・ル・テクロ
10. ナイツ・オブ・ザ・サンダー - "Knights of the Thunder" - 4:10
  - 作詞：トニー・ハンセン、ディーゼル・ダール／作曲：TNT

### CDボーナス・トラック
1. エディ - "Eddie" - 4:43
  - 作詞・作曲：グスタフ・アルフハイム、ダグ・インゲブリクトセン

## 参加ミュージシャン
- トニー・ハンセン（トニー・ハーネル） - ボーカル
- ロニー・ル・テクロ - ギター
- モーティ・ブラック - ベース、シンセサイザー
- ディーゼル・ダール - ドラムス、パーカッション

ゲスト・ミュージシャン
- Bård Svendsen - キーボード、バッキング・ボーカル